# 思銘・X-NV
X-NV（エックス - エヌブイ）は、東風本田汽車が思銘（シーモ、英語 : CIIMO）ブランドで製造・販売している中型SUVである。

## 概要

### 年表
2019年4月16日
上海モーターショーにて「X-NV コンセプト」を公開した。
2019年10月30日
思銘ブランドでは初となる電気自動車「X-NV」を発表した。

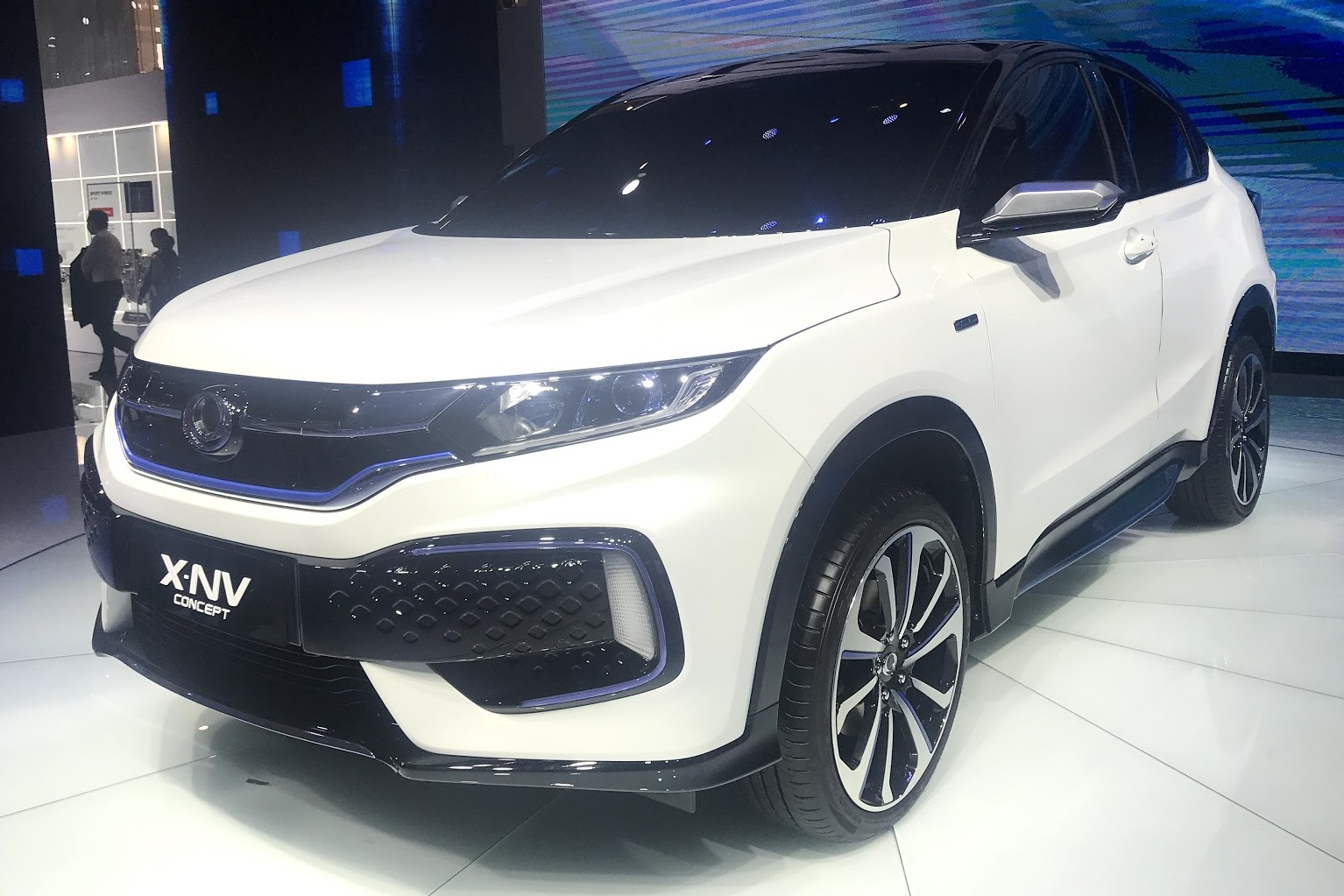
X-NV コンセプト（フロント）
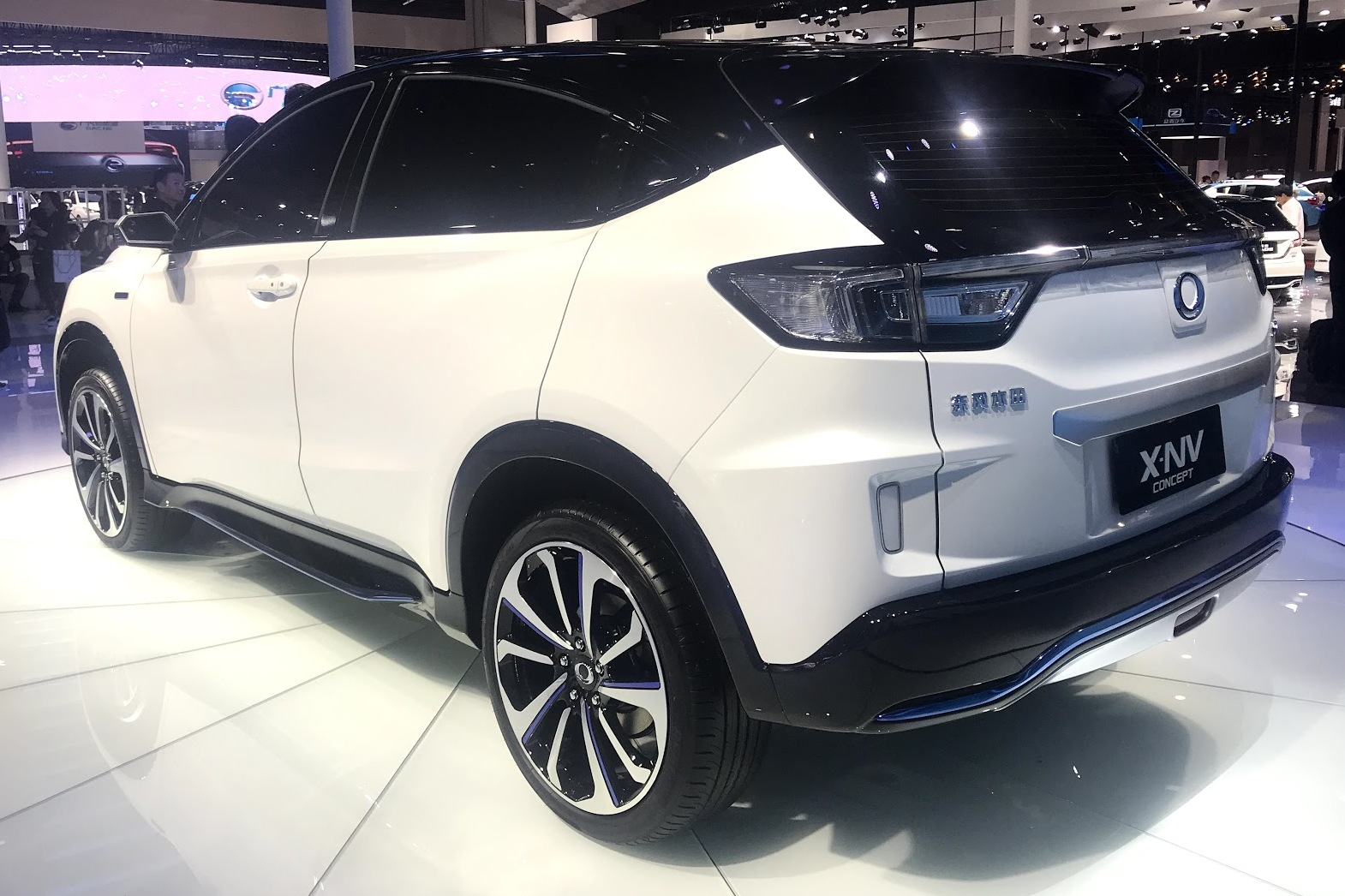
X-NV コンセプト（リア）